# Жукова, Надежда Сергеевна
Надежда Сергеевна Жукова (1924—2014) — российский советский логопед, педагог, кандидат педагогических наук, автор серии детских учебных пособий, изданных многомиллионными тиражами.
1960~1990 гг. — работала логопедом в Московской детской психиатрической больнице № 6.
В 1976 году защитила диссертацию на тему «Процессы системного усвоения родного (русского) языка при нарушении речи»
Проживала в Москве.

## Педагогическая деятельность
Автор оригинальных исследований поступательных процессов развития речи у дошкольников. Многочисленные научные труды опубликованы в отечественных и зарубежных профильных изданиях.
Создатель особенной методики, позволяющей ребёнку быстрее овладевать навыками грамотного чтения и легче переходить от чтения к письму. Методика основана на использовании в качестве единицы чтения не отдельно взятой буквы, а слога, который в дальнейшем является единицей письма.
Автор «Букваря», чьи суммарные продажи превысили отметку в 3 миллиона экземпляров и по которому учился примерно каждый четвёртый российский школьник. В 2005 году «Букварь» Н. С. Жуковой был удостоен звания «Классический учебник». 27 апреля 2009 года сын Президента Белоруссии Коля Лукашенко вручил «Букварь» Н. С. Жуковой в качестве подарка Папе Римскому Бенедикту XVI.

## Общественная деятельность
В 1960-х годах Н. С. Жукова активно участвовала в работе инициативной группы специалистов-психоневрологов, впервые активно занявшихся вопросами организации в детских садах специальных групп для детей с нарушениями речи. Был сформирован перечень показаний к приему детей в логопедические группы и профили групп в соответствии с возрастом и «речевым диагнозом» ребёнка, разработана необходимая документация и установлен регламент работы отборочных комиссий. Были созданы логопедические группы и детские сады по всей стране, вошедшие в подчинение органов Министерства просвещения. Сегодня сеть этих дошкольных учреждений распространена по всей территории России и СНГ.

### Буквари
1. Букварь : Пособие по обучению дошкольников правильному чтению : [Сочетание традиц. и ориг. логопед. методик] / Н. С. Жукова. — М. : ЭКСМО-Пресс : АРД-ЛТД, 1999. — 95 с. : — 15000 экз. — ISBN 5-04-002868-7.
2. Букварь : Учеб. пособие для детей дошк. возраста 5-6 лет / Н. С. Жукова. — Екатеринбург :Литур, 2002. — 126 с. : — 15000 экз. — ISBN 5-89648-092-X (В пер.).
3. Букварь : Пособие по обучению детей 5-6 лет правил. чтению / Н. С. Жукова. — Екатеринбург : Литур, 2003. — 126 с. : — 100000 экз. — ISBN 5-89648-112-8 (В пер.).
4. Букварь : Пособие по обучению детей 5-6 лет правил. чтению / Н. С. Жукова. — Екатеринбург : ЛИТУР, 2003 (Екатеринбург: ГИПП Урал. рабочий). — 111 с. : — 50000 экз. — ISBN 5-89648-112-8.
5. Букварь : Учеб. пособие для детей дошк. возраста 5-6 лет / Н. С. Жукова. — Екатеринбург :Литур, 2003. — 126 с. : ил. ; 21 см. — 12000 экз. — ISBN 5-89648-092-X.
6. Букварь : Пособие по обучению детей 5-6 лет правил. чтению / Н. С. Жукова. — Екатеринбург : ЛИТУР, 2004 (Екатеринбург: ГИПП Урал. рабочий). — 150000 экз. — ISBN 5-89648-120-9.
7. Букварь : пособие по обучению детей 5-6 лет правильному чтению / Н. С. Жукова. — Екатеринбург : ЛИТУР, 2006. — 111 с. : цв. ил. ; 25 см. — 150000 экз. — ISBN 5-89648-112-8.
8. Букварь : пособие по обучению дошк. правил. чтению / Н. С. Жукова; [худож. В. Трубицын, Ю. Трубицына]. — М. : Эксмо, 2004. — 95 с. : — 40000 экз. — ISBN 5-04-002868-7.
9. Букварь : Пособие по обучению дошкольников правил. чтению / Н. С. Жукова. — М. ; Екатеринбург : ЭКСМО-пресс : Литур, 2001. — 95 с.: ил. ; — 30000 экз. — ISBN 5-04-002868-7.
10. Букварь : Пособие по обучению дошкольников правильному чтению / Н. Жукова; [Худож. В. Трубицын, Ю. Трубицына]. — М. : ЭКСМО-Пресс ; Екатеринбург : АРД ЛТД, 1998. — 95 c.: — 20000 экз. — ISBN 5-04-001688-3.
11. Букварь : Пособие по обучению дошкольников правил. чтению / Н. С. Жукова. — Екатеринбург : Литур, 2000. — 111 с. : — 100000 экз. — ISBN 5-89648-025-3.
12. Букварь : пособие по обучению дошкольников правильному чтению : [сочетание традиционной и оригинальной логопедической методик] / Н. С. Жукова. — Москва : Эксмо : Литур, 2006. — 95 с. : — 50000 экз. — ISBN 5-699-16644-0.
13. Букварь : Пособие по обучению детей 5-6 лет правил. чтению / Н. С. Жукова. — Екатеринбург : Литур, 2001. — 126,[1] с. : — 100000 экз. — ISBN 5-89648-082-2.
14. Букварь : пособие по обучению детей 5-6 лет правильному чтению / Н. С. Жукова. — Екатеринбург : Литур, 2007. — 126,[1] с. : — 150000 экз. — ISBN 978-5-89648-120-1.
15. Букварь : пособие по обучению дошкольников правильному чтению / Н. С. Жукова. — Москва : Эксмо, 2007. — 95 с. : — 50000 экз. — ISBN 978-5-699-20486-1.
16. Букварь : пособие по обучению детей 5-6 лет правильному чтению / Н. С. Жукова. — Екатеринбург : Литур, 2008. — 111 с. : ил. ; 21 см. — 25000 экз. — ISBN 978-5-9780-0127-3.
17. Букварь : пособие по обучению детей 5-6 лет правильному чтению / Н. С. Жукова. — Екатеринбург: Литур, 2008. — 126 с. — 30000 экз. — ISBN 978-5-9780-0025-2.
18. Букварь : пособие по обучению дошкольников правильному чтению : [сочетание традиционной и оригинальной логопедической методики] / Н. С. Жукова. — Москва : Эксмо, 2009. — 95, [1] с. : — 15000 экз. — ISBN 978-5-699-37205-8.
19. Домашний букварь : Для детей дошк. возраста 5-6 лет / Н. С. Жукова. — М. : Изд-во УНПЦ «Энергомаш», 1996. — 79 с. : — 5000 экз.
20. Домашний букварь : Для детей дошк. возраста 5-6 лет / Н. С. Жукова. — М. : УНПЦ Энергомаш, 1998. — 79 с. : — 25000 экз. — ISBN 5-8022-0002-2.
21. Домашний букварь : Пособие по обучению детей 5-6 лет правильному чтению / Н. Жукова. — Екатеринбург : АРТ ЛТД, 1999. — 127 с. — 10000 экз. — ISBN 5-89396-124-2. — ISBN 5-89396-056-4 (сер.).
22. Домашний букварь : Для детей дошк. возраста 5-6-ти лет / Н. С. Жукова. — Екатеринбург : АРД, 1998. — 126,[1] с. : ил. ; — 1100000 экз. — ISBN 5-89396-098-X.
23. Домашний букварь : Пособие по обучению детей 5-6 лет правил. чтению / Н. Жукова. — Екатеринбург : АРД : Литур, 2000. — 126,[1] с. : — 50000 экз. — ISBN 5-89648-051-2 (В пер.).

### Логопедия
1. Логопедия : Преодоление общ. недоразвития речи у дошкольников / Н. С. Жукова, Е. М. Мастюкова, Т. Б. Филичева. — Екатеринбург : АРД, 1998. — 316,[1] с. : ил. ; — 1100000 экз. — ISBN 5-89396-085-8.
2. Логопедия : Преодоление общ. недоразвития речи у дошк. : [Кн. для логопеда] / Н. С. Жукова, Е. М. Мастюкова, Т. Б. Филичева. — [2-е изд., перераб.]. — Екатеринбург : Литур, 2000. — 20 см. — (Серия «Учимся играя»). — 50000 экз. — ISBN 5-89648-041-5.
3. Логопедия : Преодоление общ. недоразвития речи у дошкольников : [Кн. для логопеда] / Н. С. Жукова, Е. М. Мастюкова, Т. Б. Филичева. — Екатеринбург : Литур, 2003. — 316,[1] c. : −30000 экз. — ISBN 5-89648-141-1.

### Учимся говорить
1. Учимся говорить правильно : Прогр. занятий с ребёнком от одного года по развитию уст. речи : [Пособие для обучения детей 1-3 лет] / Н. С. Жукова; Худож. Алексей Разуваев. — М. : ЭКСМО-Пресс : ЭКСМО-Маркет, 2000. — 67,[4] с. — 15000 экз. — ISBN 5-04-003922-0.
2. Учимся говорить правильно : Прогр. занятий с ребёнком от одного года по развитию уст. речи / Н. С. Жукова ; Худож. Алексей Разуваев. — М. : ЭКСМО-пресс, 2001. — 67,[4] с. — 5000 экз. — ISBN 5-04-003922-0 (В пер.).
3. Учимся говорить правильно : [Развитие уст. речи, слухового и зрител. восприятия, памяти у детей от одного года] / Н. С. Жукова ; Ил. Алексея Разуваева. — М. : ЭКСМО, 2002. — 67,[4] с. : — 8000 экз. — ISBN 5-699-01038-6 (В пер.).
4. Учимся говорить правильно / Н. С. Жукова; ил. А. Разуваева. — Москва : Эксмо, 2006 (Тверь : Тверской полиграфкомбинат). — 67, [4] с. : — 10000 экз. — ISBN 5-699-01038-6 (АДР).

### Учимся письму
1. Учимся писать без ошибок / Н. С. Жукова. — М. : ЭКСМО, 2003. — 80 с. : цв. ил. ; 21 см. — (Академия дошкольного развития). — 8000 экз. — ISBN 5-699-01037-8.
2. Учимся писать без ошибок : [Прогр. занятий по фонетике и грамматике рус. яз.] / Н. С. Жукова ; Худож. Татьяна Ляхович. — М. : ЭКСМО-Пресс, 2000. — 80 с. : — 15000 экз. — ISBN 5-04-005317-7.
3. Учимся писать без ошибок / Н. С. Жукова; ил. Татьяны Ляхович. — Москва : Эксмо, 2006. — 80 с. : — 9500 экз. — ISBN 5-699-01037-8. — ISBN 5-699-09430-X.

### Другие книги по педагогике
1. Академия дошкольного развития : [Учимся говорить правильно. Учимся читать самостоятельно. Учимся писать без ошибок] / Н. С. Жукова. — М. : ЭКСМО, 2003. — 247 с. : цв. ил. ; 29 см. — (Академия дошкольного развития). — 10000 экз. — ISBN 5-699-01036-X.
2. Уроки логопеда : исправление нарушений речи : [улучшение дикции и артикуляции, развитие памяти и речевой культуры, согласование слов в предложении, проверенная временем логопедическая методика постановки правильной русской речи] / Н. С. Жукова; [ил. Евгении Нитылкиной]. — Москва : Эксмо, 2007 (Можайск (Моск.обл.) : Можайский полиграфкомбинат). — 114, [4] с. : . — 20100 экз. — ISBN 5-699-18558-5 (В пер.).
3. Я пишу правильно : от «Букваря» к умению красиво и грамотно писать : программа для дошкольников / Н. С. Жукова; ил. Татьяны Ляхович. — Москва : Эксмо, 2007. — 80 с. : — 7000 экз. — ISBN 5-699-15015-3.
4. Академия дошкольного развития / Н. С. Жукова. — Москва : Эксмо, 2006. — 247 с. — 5000 экз. — ISBN 5-699-01036-X.
5. Академия дошкольного развития : [учимся говорить правильно, учимся читать самостоятельно, учимся писать без ошибок] / Н. С. Жукова. — Москва : Эксмо, 2007. — 247 с. :. — 6000 экз. — ISBN 978-5-699-01036-3 (В пер.).
6. Если ваш ребёнок отстает в развитии. — М. : Медицина, 1993. — 105, [7] с. : ил. ; 20 см. — (Научно-популярная медицинская литература). — 20000экз. — ISBN 5-225-00434-2.
7. Отклонения в развитии детской речи : (Учеб. пособие для студентов дефектологических фак. высших пед. учеб. заведений и логопедов). — М. : УНПЦ «Энергомаш», 1994. — 128 с.
8. Преодоление недоразвития речи у детей : Учеб.-метод. пособие. — М. : Социал.-полит. журн. : Ассоц. «Гуманитарий», 1994. — 96 с. :
9. Формирование устной речи : Учеб.-метод. пособие. — М. : Социал.-полит. журн. : Ассоц. «Гуманитарий», 1994. — 94 с. :
10. Преодоление общего недоразвития речи у дошкольников / Н. С. Жукова, Е. М. Мастюкова, Т. Б. Филичева. — 2-е изд., перераб. — М. : Просвещение, 1990. — 238, [2] с. : — 72000 экз. — ISBN 5-09-001259-8.
11. Первая после Букваря книга для чтения : авторская программа повышения качества и техники чтения : [специально подобранный литературный материал для формирования правильной речи и обогащения словаря в процессе чтения, пересказа, запоминания, развитие речевой культуры, художественного вкуса, мотивации на учёбу] / Н. С. Жукова. — Москва : ЭКСМО, 2008. — 79, [1] с. — 25000 экз. — ISBN 978-5-699-25026-4.
12. Уроки логопеда : исправление нарушений речи : [улучшение дикции артикуляции, развитие памяти и речевой культуры, согласование слов в предложении: проверенная временем логопедическая методика постановки правильной русской речи : для чтения взрослыми детям] / Н. С. Жукова; ил. Евгении Нитылкиной. — Москва : Эксмо, 2008. — 114, [4] с.: — 10000 экз. — ISBN 978-5-699-18558-0.
13. Первая после Букваря книга для чтения : авторская программа повышения качества и техники чтения : [специально подобранный литературный материал для формирования правильной речи и обогащения словаря в процессе чтения, пересказа, запоминания, развитие речевой культуры, художественного вкуса, мотивации на учёбу] / Н. С. Жукова. — Москва : ЭКСМО, 2008. — 79, [1] с. : — 10000 экз. — ISBN 978-5-699-27539-7.